# Jerzy Michalski (ekonomista)
Jerzy Jakub Michalski (ur. 18 marca 1870 w Jarosławiu, zm. 24 listopada 1956 w Krakowie) – polski ekonomista, minister skarbu II Rzeczypospolitej, bankowiec, menedżer.

## Życiorys
W 1888 zdał egzamin dojrzałości w C. K. I Gimnazjum Miejskim w Rzeszowie (jego wychowawcą był prof. Józef Winkowski, a kolegą w klasie był m.in. Paweł Biedka). Od roku 1906 docent w katedrze skarbowości Uniwersytetu Jagiellońskiego. W latach 1911–1924 dyrektor naczelny Banku Krajowego Królestwa Galicji i Lodomerii we Lwowie.
Po odzyskaniu niepodległości w okresie od 26 września 1921 do 6 czerwca 1922 minister skarbu w dwóch gabinetach Antoniego Ponikowskiego. Zwolennik doprowadzenia do stabilizacji marki polskiej i wygaszenia inflacji – początkowo w oparciu o wewnętrzne możliwości Polski, zaś po załamaniu się przejściowej (listopad 1921 – luty 1922) stabilizacji polskiej waluty zwolennik uzyskania zagranicznych pożyczek stabilizacyjnych.
Po ustąpieniu z rządu członek władz wielu przedsiębiorstw związanych głównie z kapitałem austriackim i niemieckim. Jednocześnie w latach 1925–1939 profesor ekonomii, wykładowca wyższych uczelni Lwowa (profesor honorowy Politechniki Lwowskiej), Warszawy i Krakowa, gdzie wykładał również po zakończeniu II wojny światowej w latach 1945–1950.
W okresie międzywojennym prezes zarządu Towarzystwa Polsko-Fińskiego, założonego w 1928 w Warszawie.

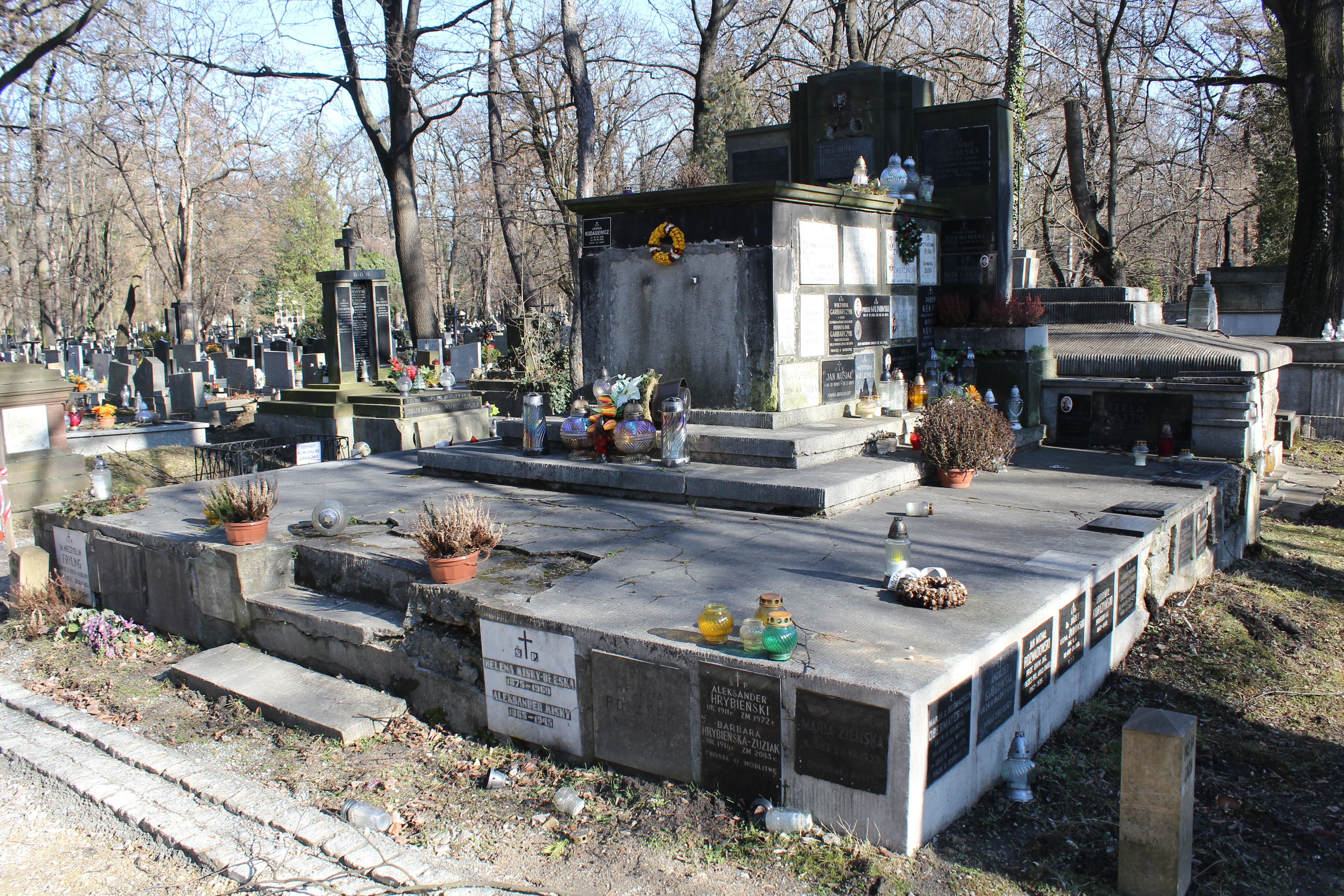
Katakumba autorstwa kamieniarzy Trembieckich

Został pochowany na cmentarzu Rakowickim w Krakowie (p. 64/rz. zach/ katakumba Trembickich).

## Prace
- Jerzy Michalski, Austriacki powszechny podatek dochodowy, Kraków 1903;
- Jerzy Michalski, Przesilenie gospodarcze światowe i w Polsce (1931)
- Jerzy Michalski, Zagadnienie emerytalne w państwie polskim (1937)

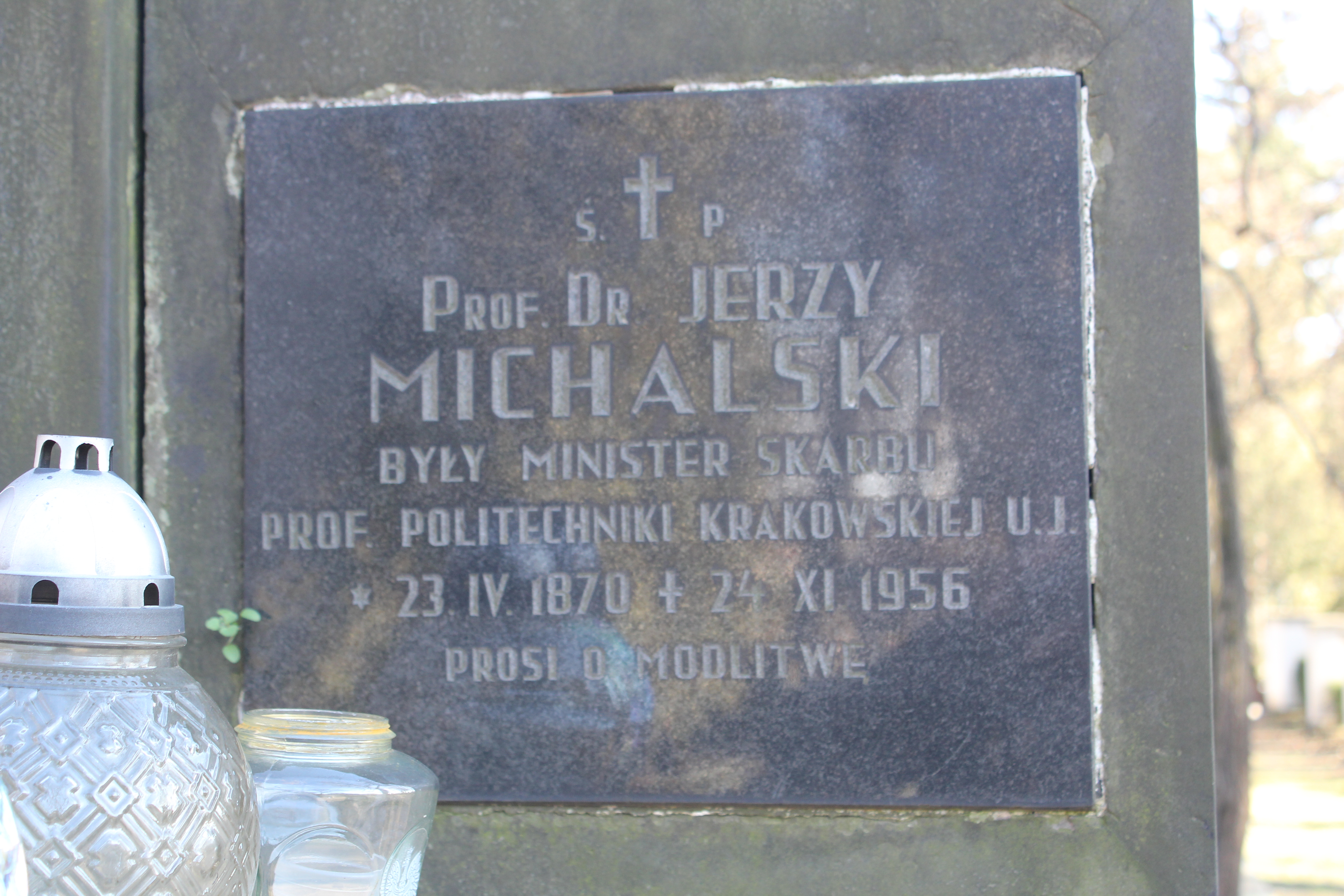
Tablica imienna Jerzego Michalskiego na katakumbie